# 長德
長德（995年3月25日~999年2月1日）是日本的年號之一，指的是正曆之後、長保之前，995年到999年這段期間。這個時代的天皇是一條天皇。

## 改元
- 正曆六年二月二十二日（995年3月25日） 改元長德
- 長德五年一月十三日（999年2月1日） 改元長保

## 出處
揚雄《城門校尉箴》：「唐虞長德，而四海永懷」。

## 大事記
這是王朝政治史上動蕩最大的時期。在改元前後，相當大的疫病在全國流行；同時關白藤原道隆過世，掀起政爭風波。不久之後內大臣藤原伊周、中納言藤原隆家兄弟發動政變（因為年號而稱為「長德之變」，與其叔父藤原道長敵對），引起騷動。

## 西元對照表
| 長德 | 元年  | 二年  | 三年  | 四年  | 五年  |
| 公元 | 995年 | 996年 | 997年 | 998年 | 999年 |
| 干支 | 乙未  | 丙申  | 丁酉  | 戊戌  | 己亥  |